# Heinrich Wagner
Pour les articles homonymes, voir Heinrich Wagner (homonymie) et Wagner.
Heinrich Wagner est un joueur d'échecs allemand né le 9 août 1888 à Hambourg et mort le 24 juin 1959 dans la même ville. Il représenta l'Allemagne lors de quatre olympiades et remporta la médaille de bronze par équipe lors de l'olympiade d'échecs de 1930 à Hambourg.
Il reçut le titre de maître international en 1953.

## Tournois individuels et matchs

### Congrès allemands d'échecs
- 1921 : 8e à Hambourg (5,5/11) du congrès de la fédération allemande remporté par Ehrhardt Post.
- 1922 : 3e-5e ex æquo du congrès à Bad Oeynhausen remporté par Ehrhardt Post.
- 1923 : 2e-3e, ex æquo du congrès allemand de 1923  à Francfort gagné par Ernst Grünfeld.
- 1925 : 3e-4e, ex æquo avec Akiba Rubinstein du tournoi à Breslau remporté par Efim Bogoljubov devant Aaron Nimzowitsch[1]
- 1929 : 4e-7e, ex æquo avec Helling, Richter et Seitz, du congrès de Duisbourg remporté par Carl Ahues.

### Victoires dans les tournois
Dans les années 1920 et 1930, Wagner gagna les tournois de
- Kiel 1920-1921 (jubilé Metger, devant Friedrich Sämisch),
- Hambourg 1921-1922 (championnat de la ville),
- Brême 1924 (devant Becker et Carls),
- Vienne 1926 (congrès de l'Union allemande d'échecs, ex æquo avec Karl Gilg),
- Hambourg 1928-1929[2],
- Hambourg 1932 (championnat du club de la ville)
- Hambourg 1932-1933 (tournoi quadrangulaire)
- Bad Harzburg 1933.

### Matchs
En match, il perdit contre Albert Becker en 1925, battit Brinkmann en 1926 à Hambourg, fit match nul avec Brinkmann à Kiel en 1927, il battit Schoenmann en 1928 (13,5 à 6,5) et Herbert Heinicke en 1930 à Hambourg (8,5 à 3,5).

## Résultats aux olympiades
- 1927 (Londres) : 8 / 15 (l'Allemagne termina septième)
- 1928 (La Haye) : 14,5 / 16 (l'Allemagne finit dixième)
- 1930 (Hambourg) : 10,5 / 14, médaille de bronze par équipe
- 1931 (Prague) : 11 / 14, au troisième échiquier de l'équipe d'Allemagne[3].